# Грикова елиминација
Грикова елиминација je органска реакција која описује реакцију елиминације алифатског примарног алкохола кроз селенид, који се претвара у термални алкен. Названа је по Полу Грикоу.
Алкохол прво реагује са о-нитрофенилселеноцијатором и трибутилфосфином, како би се селенид формирао путем нуклеофилне супституције на електронски-оскудан селен. У другом кораку, селенид је оксидован водоник пероксидом, дајући селеноксид. Ова структура се распада формирајући алкен помоћу Ei елиминационог механизама са протеривањем селенола на начин који је сличан Копској елиминацији. Ова реакција учествује у прстену синтеза Ц – синтеза Денишефскија Таксола.